# Alte Markt (Potsdam)

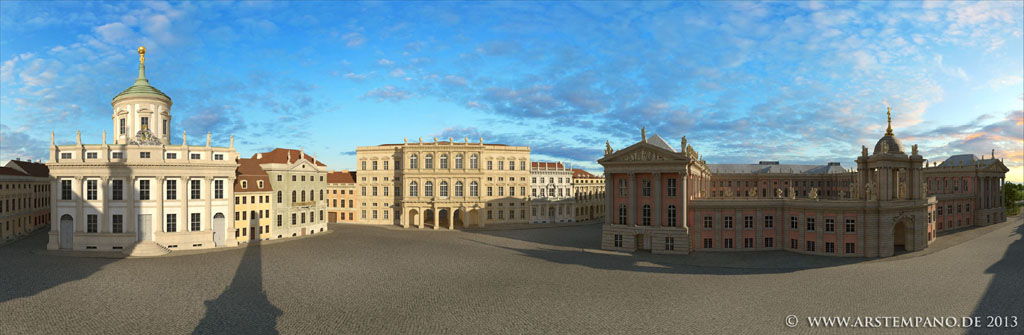
Alte Markt in Potsdam

De Alte Markt is een centraal gelegen plein in Potsdam. Aan dit plein liggen de Landdag van Brandenburg in het recent herbouwde Stadtschloss Potsdam.
Verder liggen er de Marmorobelisk, St. Nikolaikirche en het Oude raadhuis waarin momenteel het Potsdam museum gevestigd is.
In de directe nabijheid bevindt zich de Marstall waar het Filmmuseum Potsdam in zit. Ook is er het Museum Barberini naar het voorbeeld van het Palazzo Barberini in Rome, waar de Galleria Nazionale d'Arte Antica zich in bevindt.  
Dit herbouwde paleis herbergt de kunstcollectie van de industrieel en mecenas Hasso Plattner. De eerste steen is in het begin van 2014 gelegd. Het nieuw gebouwde museum is in het voorjaar van 2017 geopend. Het gebouw was zo beschadigd dat het na de Tweede Wereldoorlog afgebroken is.